# Flashbacks (canción)
«Flashbacks» es una canción de la cantante rumana Inna, estrenada como el primer sencillo de su séptimo álbum de estudio, Heartbreaker (2020), en febrero de 2021 a través de Global Records. Fue escrita por la intérprete junto con Luisa Luca, Sebastian Barac, Marcel Botezan y David Ciente, mientras que los tres últimos se encargaron de la producción. Descrita como una pista de electro dance y dance pop con influencias de electropop y EDM, «Flashbacks» contiene un loop de piano acompañado por un grave brasileño y su letra trata sobre una mujer que lucha por dejar ir a su interés amoroso.
El tema ha recibido reseñas positivas por parte de los críticos de música; uno elogió su composición y la voz de la intérprete, mientras que otro la seleccionó como su canción favorita del disco. La artista subió el video oficial de la canción a su canal en YouTube el 26 de febrero de 2021. Filmado por Bogdan Păun el complejo turístico Palazzo Versace Dubai y en el palacio Domeniul Manasia en Rumania, el videoclip presenta a la cantante en varias posiciones, mientras luce un vestido brillante plateado. El tema obtuvo un desempeño comercial favorable; alcanzó el puesto número uno en Bielorrusia y Rusia, y el top 10 en Bulgaria, la Comunidad de Estados Independientes, Rumania y Ucrania.

## Antecedentes y lanzamiento
«Flashbacks» fue escrita por Inna junto con Luisa Luca, Sebastian Barac, Marcel Botezan y David Ciente, mientras que los tres últimos se encargaron de la producción. El tema forma parte del séptimo álbum de estudio de la artista, Heartbreaker, cuya grabación se realizó en un lapso de tres semanas durante el mes de noviembre de 2020 en una residencia de Bucharest, donde la cantante trabajó con los compositores y productores anteriormente mencionados.
«Flashbacks» se estrenó junto con el disco en formato streaming en YouTube y SoundCloud a través de Global Records el 27 de noviembre de 2020, y lanzado en formato digital una semana después por el mismo sello discográfico. En la misma ocasión, Global publicó todas las canciones del álbum—incluida «Flashbacks»—como sencillos promocionales. En febrero de 2021, diversos medios revelaron que la canción se estrenó como el primer sencillo de Heartbreaker. El tema se presentó en las estaciones de radio italianas el 19 de marzo de 2021 a través de CDF Records. Más tarde, se publicaron once remezclas de la canción.

## Composición y recepción
La crítica especializada describió a «Flashbacks» como una pista de electro dance y dance pop con elementos de electropop y EDM. Manuel Probst, del sitio web Dance-Charts, comentó que era su canción favorita e indicó la presencia de un ambiente «atmosférico», un loop de piano y un grave brasileño en su composición. Zangba Thomson, de Bong Mines Entertainment, la etiquetó como una «melodía sentida» con una «voz tranquilizadora» y un «tono rítmico», y afirmó que relata una historia «intrigante» sobre una mujer insegura y confundida que lucha por dejar ir a una persona especial en su vida, la cual está a millas de distancia y con la que comparte recuerdos. Tras ingresar en la lista de Shazam en Rusia, el tema obtuvo un desempeño comercial favorable en el país, donde alcanzó el puesto número uno. «Flashbacks» también encabezó las listas en Bielorrusia, y logró posicionarse en el top 10 en Bulgaria, la Comunidad de Estados Independientes, Rumania y Ucrania.

## Video musical y promoción
El video oficial de «Flashbacks» se estrenó en el canal oficial de Inna en YouTube el 26 de febrero de 2021. Bogdan Păun filmó el metraje a comienzos de 2021 en el complejo turístico Palazzo Versace Dubai y en el palacio Domeniul Manasia en Rumania. La compañía Loops Production se encargó de la producción del videoclip, mientras que Alexandru Mureșan se desempeñó como el director de fotografía. Anca Buldur, Adonis Enache y RDStyling se encargaron del maquillaje, los estilos de peinado y los vestuarios, respectivamente. El video contiene un tono en color sepia y presenta a la cantante con un vestido brillante plateado y botas en diferentes posiciones—recostada en un sofá y en una tina, caminando por los pasillos, colocando su cabeza fuera de la ventana de un automóvil en movimiento, y arruinando su maquillaje frente a un espejo. Para una mayor promoción, Inna interpretó «Flashbacks» en la estación rumana Radio ZU el 15 de abril, y durante la serie Summer Live Sessions en YouTube el 3 de agosto de 2021.

## Formatos
| Versiones oficiales |                                          |          |  |
| N.º                 | Título                                   | Duración |  |
| 1.                  | «Flashbacks»                             | 2:57     |  |
| 2.                  | «Flashbacks» (Maesic Remix)              | 2:33     |  |
| 3.                  | «Flashbacks» (Robert Cristian Remix)     | 3:13     |  |
| 4.                  | «Flashbacks» (DJ Tuncay Albayrak Remix)  | 2:46     |  |
| 5.                  | «Flashbacks» (Nomad Digital Remix)       | 3:31     |  |
| 6.                  | «Flashbacks» (SYDE x NVRMIND Remix)      | 3:23     |  |
| 7.                  | «Flashbacks» (Yalçın Aşan Remix)         | 2:58     |  |
| 8.                  | «Flashbacks» (Gldn, Five & Last60 Remix) | 2:14     |  |
| 9.                  | «Flashbacks» (Suark Remix)               | 2:44     |  |
| 10.                 | «Flashbacks» (Danny Burg Remix)          | 2:55     |  |
| 11.                 | «Flashbacks» (Asher Remix)               | 3:32     |  |
| 12.                 | «Flashbacks» (DFM Remix)                 | 3:47     |  |

## Posicionamiento en listas
| Bielorrusia                         | Unistar Radio Top 20 | 1 |
| Bulgaria                            | PROPHON              | 7 |
| Comunidad de Estados Independientes | Tophit               | 2 |
| Rumania                             | Airplay 100          | 4 |
| Rumania                             | Radio Airplay        | 2 |
| Rumania                             | TV Airplay           | 3 |
| Rusia                               | Tophit               | 1 |
| Ucrania                             | Tophit               | 3 |

| Comunidad de Estados Independientes | Tophit | 2 |
| Rusia                               | Tophit | 2 |
| Ucrania                             | Tophit | 4 |

## Historial de lanzamiento
| País   | Fecha                  | Formato          | Discográfica | Ref.   |
| ------ | ---------------------- | ---------------- | ------------ | ------ |
| Mundo  | 4 de diciembre de 2020 | Descarga digital | Global       | [ 25 ] |
| Italia | 19 de marzo de 2021    | Radio airplay    | CDF          | [ 11 ] |